# Karl-Bertil Tegner
Karl-Bertil Yelverton Tegner, född 1 mars 1927 i Växjö, är en svensk läkare.
Tegner, som är son till provinsialläkaren Yelverton Tegner och Gertrud Corneille, avlade studentexamen 1947 samt blev medicine kandidat vid Uppsala universitet 1951 och medicine licentiat i Stockholm 1956. Han blev underläkare på medicinska avdelningen vid Garnisonssjukhuset i Eksjö 1956, på Eksjö sanatorium 1957, på medicinska kliniken i Örebro 1959, på röntgenkliniken där 1962, underläkare vid lungkliniken på Akademiska sjukhuset i Uppsala 1963, biträdande överläkare där 1968, på lungkliniken vid Gävle lasarett 1969 och överläkare där 1971.